# 三友别墅
三友别墅始建于1936年，由三个投资人共同出资建设，故命名为三友别墅。位于当时的天津英租界的新加坡道（Singapore  Road）（今和平区大理道），目前为一般保护等级历史风貌建筑。

## 建筑
三友别墅为三层具有现代建筑特征的砖木结构独立式住宅，建筑外立面为硫缸砖清水墙，局部为混水饰面，建筑整体简洁大方。